# Campaña puerta a puerta

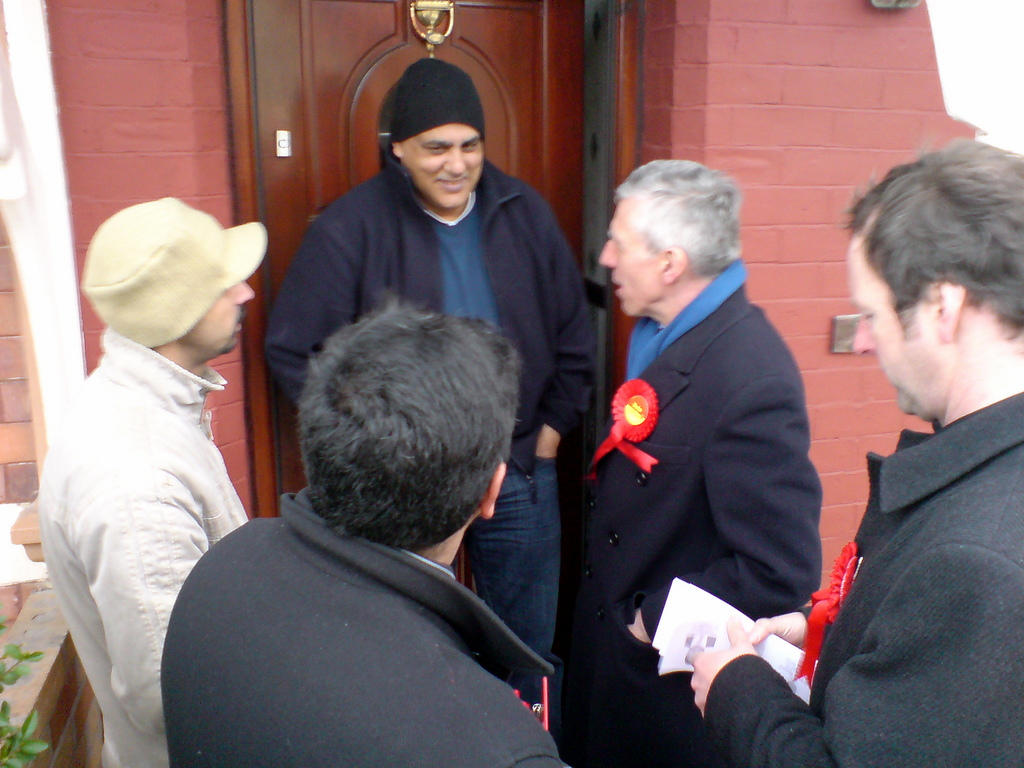
Jack Straw haciendo campaña puerta a puerta con concejales de Blackburn.

Una campaña puerta a puerta o campaña en terreno es una forma de campaña electoral que se centra en el contacto directo con el individuo –eventual votante- en su domicilio. Miembros de una campaña golpearán las puertas o harán llamadas telefónicas para participar en un contacto personalizado con un individuo. Es utilizado por los partidos políticos y los grupos de interés para identificar a los partidarios, persuadir a los indecisos, y agregar votantes a su padrón electoral.

## Práctica

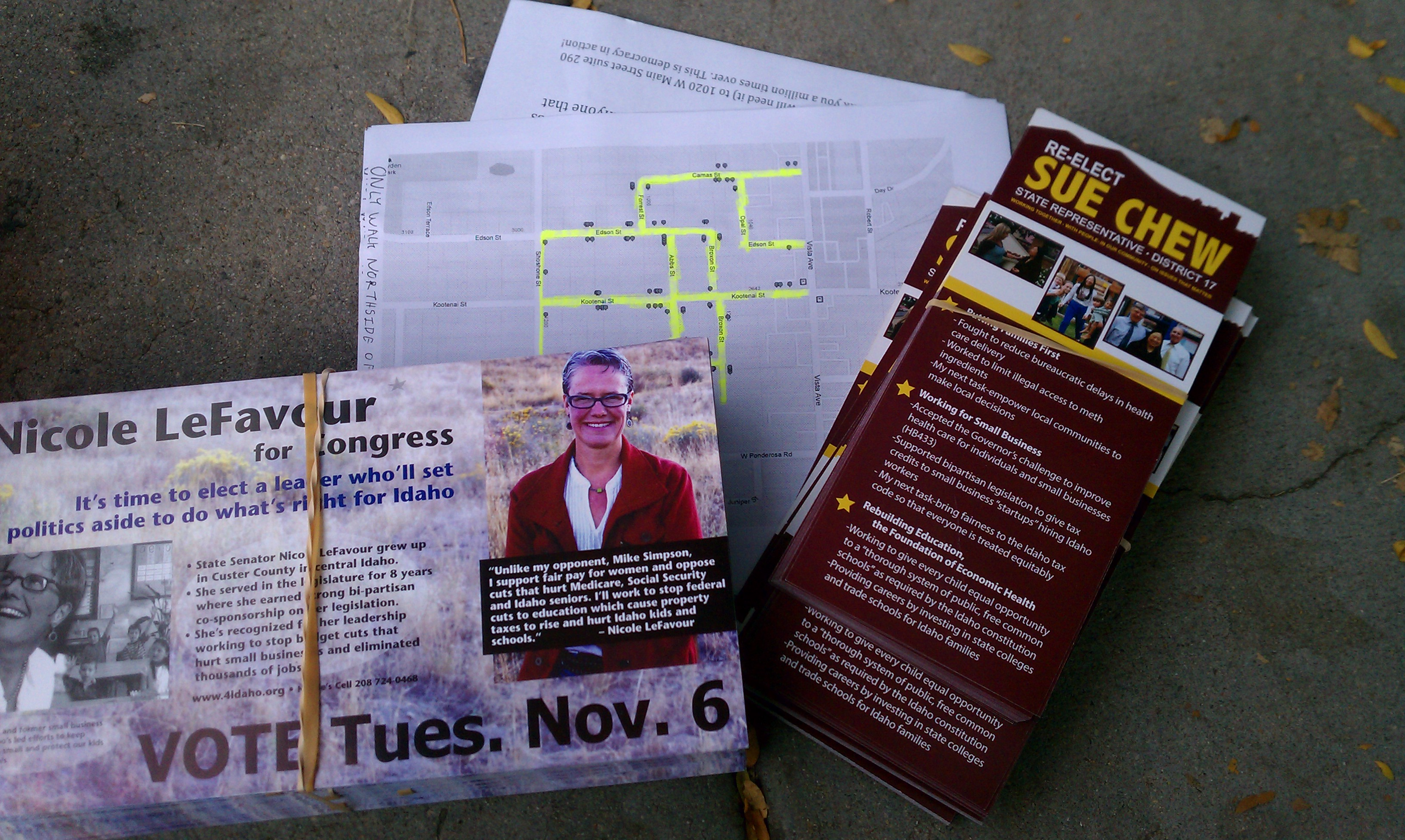
Material para una campaña puerta a puerta en Idaho, Estados Unidos, incluyendo folletería sobre las candidatas al Senado federal y estatal, y un plano para el desplazamiento de los voluntarios.

Una campaña puerta a puerta moderna es llevada a cabo por un candidato, voluntarios, o por personal pagado. A los encuestadores se les dan listas conocidas como «sábanas» o en el Reino Unido como «almohadillas de lectura». Estas son una lista de los hogares a ser contactados, generados a partir de una base de datos de votantes. Algunas campañas hoy en día han reemplazado las hojas de papel con aplicaciones móviles.
El encuestador tratará de llegar a cada uno de los hogares en su lista, y entregar un guion que contiene preguntas y mensajes persuasivos proporcionados por la campaña. Casi todas las prospecciones electorales incluyen preguntar cómo una persona planea votar. Luego, se les puede pedir a los partidarios que se ofrezcan voluntariamente para participar de la campaña activamente, o que instalen un cartel de apoyo al candidato en sus hogares. Aquellos individuos vacilantes o indecisos pueden recibir un mensaje de persuasión. Si el trabajo se realiza a pie, el visitante también distribuirá  volantes de la campaña.
Al completar el trabajo, generalmente los resultados se ingresan en una base de datos, lo que actualizará la lista de votantes de la campaña, eliminando a aquellos que se han mudado o han fallecido y agregando nuevos residentes que pudieron haber sido encontrados. Los datos sobre las preguntas se utilizarán para un contacto adicional: un partidario puede ser agregado a una lista especial para comprometer que acuda a votar o para recaudar fondos, mientras que un votante hostil puede ser eliminado de un contacto futuro.

## Historia

### Orígenes
El empleo de campañas puerta a puerta puede remontarse tan atrás como a la época de las elecciones de la República romana. En esas campañas, los candidatos sacudían las manos de todos los votantes elegibles en el Foro. Susurrar al oído de algunos candidatos era tarea de un nomenclátor, un esclavo que había sido entrenado para memorizar los nombres de todos los votantes, para que el candidato pudiera saludarlos a todos por su nombre.
Durante los primeros siglos del Parlamento de Inglaterra, las elecciones rara vez fueron disputadas. Perder una elección era considerado un deshonor para uno mismo, y para los amigos y la familia´, por lo que la campaña implicaba un silencioso sondeo previo de un pequeño grupo de votantes. Solo una vez que este proceso había convencido a un candidato de que tenía suficientes votos para ganar, declararía su interés en el puesto.
A partir de la época isabelina, y expandiéndose durante los conflictos de la Casa de Estuardo, las elecciones comenzaron a ser abiertamente disputadas. La campaña puerta a puerta fue una estrategia polémica. Tanto en 1604 como en 1626 fue prohibida, pues se vio como una violación a las elecciones libres, ya que los votos serían ganados por la persuasión en vez de que el votante tomara libremente una decisión. A pesar de esto, a finales del siglo XVII, este tipo de campaña era una práctica habitual en las elecciones inglesas. Las campañas rivales trataban de hacer un escrutinio completo de todos los votantes habilitados, que incluso en los distritos más grandes serían solo unos pocos miles de personas.
Había muchas razones por las que los candidatos invertían tanto tiempo y dinero en este tipo de campañas directas. Como en la tradición anterior de sondear a los partidarios antes de anunciar la candidatura, muchos candidatos usaban la campaña puerta a puerta para determinar su nivel de apoyo, renunciando antes del día de las elecciones si este resultaba insuficiente. Parte de la preocupación sería financiera. Las campañas fueron costosas, en una época en la que los votantes esperaban recibir alimentos y bebestibles de parte de los candidatos. En este período, además, los candidatos tenían que cubrir los costos de la elección en sí. Si los candidatos no encontraban suficientes votos durante su campaña, abandonarían antes de perder más dinero en una campaña que no se podría ganar.
La elaboración de la lista de votantes también era importante, ya que solo algunos distritos mantenían un registro completo. Las disputas legales sobre quién cumplía con los requisitos de propiedad para votar era importante en muchas campañas, y la prospección efectuada a través de una campaña puerta a puerta se utilizó para añadir partidarios a los registros, mientras que investigaba a los opositores.

### Persuasión y corrupción
Un candidato también se asegurará de golpear en tantas puertas como sea posible para convencer a los votantes. Hablar con el mayor número de electores posible es visto como una herramienta esencial para ganar las "multitudes indecisas".

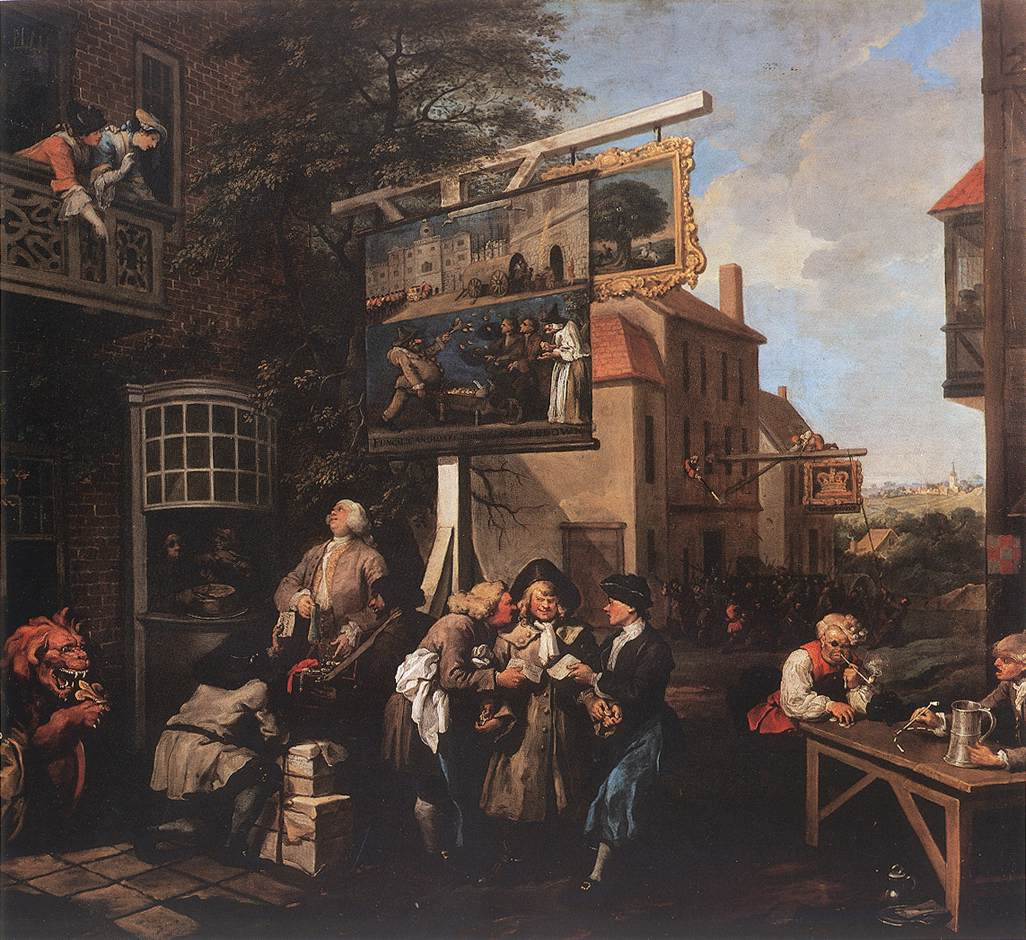
Representación de 1974 de William Hogarth del «sórdido y deshonroso trabajo de la búsqueda de votos».

Hacia el siglo XVIII en Gran Bretaña, las campañas puerta a puerta eran una práctica estándar, pero esa época era también una era de corrupción electoral, y este mecanismo se usó para sobornar y amenazar a los votantes, tal como fuera representado por  William Hogarth en su célebre serie de pinturas Humours of an Election. Más directamente, la campaña puerta a puerta tomaba la forma de sobornos directos a los votantes. Esta era la práctica solamente en una minoría de los distritos, pero en algunas áreas los grandes sobornos habían llegado a ser habituales. En las zonas sin soborno directo, se esperaba que los candidatos proporcionaran comida, bebida y banquetes. Estos diversos costos sumaban hasta el equivalente de varios millones de libras modernas para las carreras más caras, lo que causaba dificultades financieras incluso para los candidatos más ricos.
En las primeras elecciones celebradas en Estados Unidos, las campañas puerta a puerta eran raras. La mayoría de las elecciones no eran muy competitivas, e incluso en aquellas con múltiples competidores se consideraba inadecuado para un candidato hacer campaña en su propio nombre. A principios del siglo XIX, a medida que se desarrollaba el sistema de partidos políticos, las elecciones se tornaban más disputadas y se desarrollaban asociaciones de voluntarios para trabajar en nombre de los candidatos. Al igual que en el Reino Unido, la campaña puerta a puerta se convirtió en parte importante de sus operaciones, y se intentaría visitar a cada votante de un distrito.

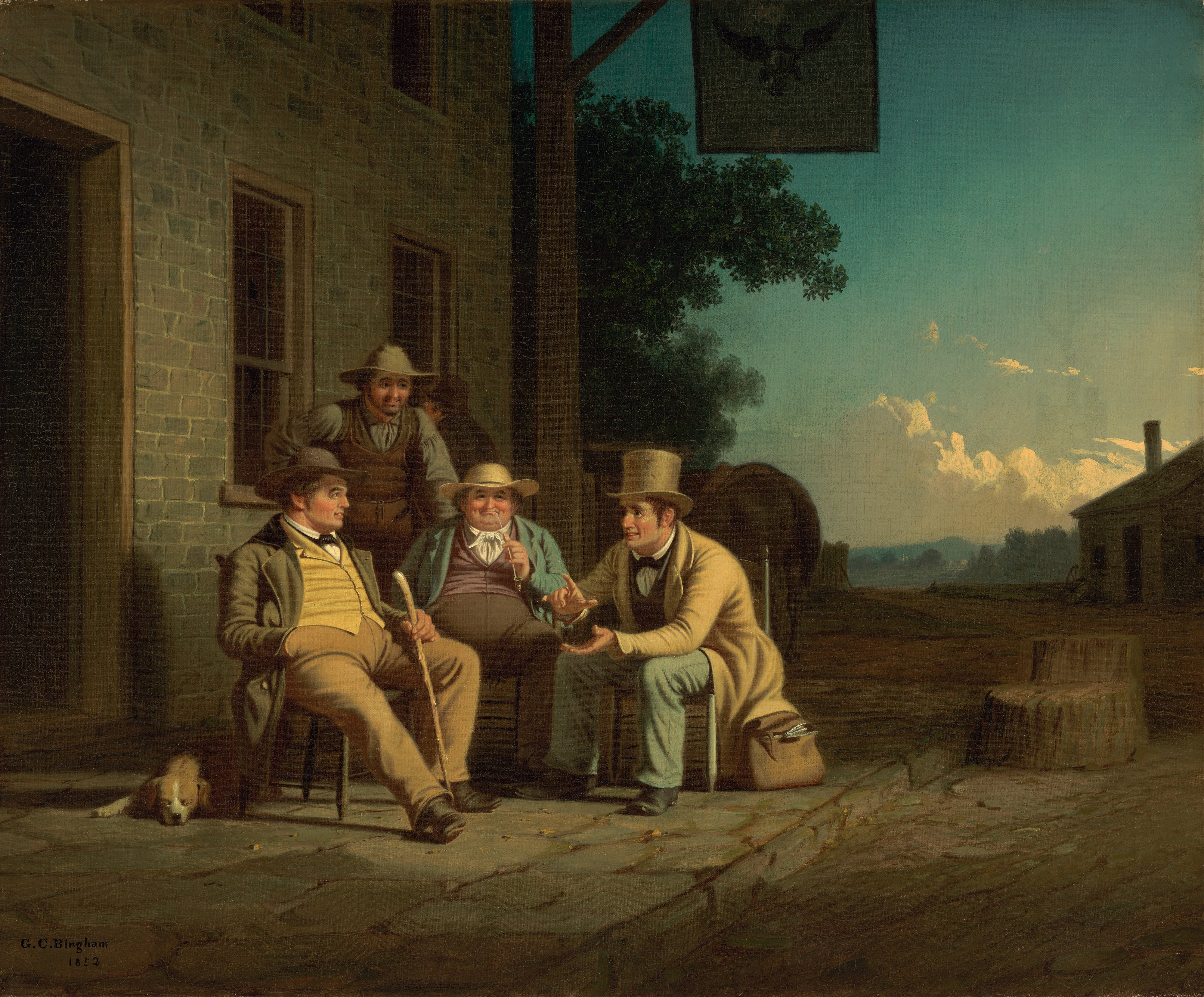
Ilustración positiva de George Caleb Bingham de un candidato haciendo puerta a puerta en Estados Unidos en 1852.

Este sistema pronto se convirtió en una instancia de gran corrupción, desarrollándose clientelismo en las grandes ciudades de la costa Este. Los candidatos prometían que tras ser elegidos recompensarían a sus partidarios con puestos si ganaban (práctica conocida como spoil system), y el soborno directo también era común, llegando a estimarse que el 20% de los votantes de Nueva York fueron compensados por sus votos durante las elecciones en la Gilded Age (décadas de 1870 a 1890).
En el Reino Unido, la ley de reforma de 1832 atacó a la corrupción y expandió el derecho a votar. Esto, combinado con la creciente fuerza de los partidos nacionales, transformó a las campañas puerta a puerta. Ya no había listas de quiénes eran elegibles para votar bajo la nueva ley, y eran los propios votantes individuales quienes debían concurrir a inscribirse en el registro electoral. Los partidos lanzaron masivas campañas con el objetivo de agregar a todos sus adherentes a la lista electoral. Estas masivas campañas pagadas terminaron con la ley de prevención de prácticas corruptas e ilegales de 1883, que limitó los gastos de campaña y los ejércitos de buscadores pagados fueron substituidos por esfuerzos voluntarios más pequeños. También se modificaron las leyes en el Reino Unido para hacer el registro de votantes casi automático, eliminando la necesidad de que las partes gastaran esfuerzos en acudir personalmente a enrolarse para sufragar.

### Identificación del votante y declive
A medida que la corrupción se desvanecía, los partidos volvieron a usar las campañas puerta a puerta para obtener votos mediante la persuasión y llamado a votar. Esto fue especialmente evidente para nuevos partidos de carácter socialista como el laborista en el Reino Unido y la Federación de Comunidades Cooperativas en Canadá, quienes tenían menos recursos pero entusiastas bases de voluntarios capaces de hacer campaña puerta a puerta.
Los años que siguieron a la Segunda Guerra Mundial vieron un declive general en las campañas puerta a puerta en Estados Unidos. Los politólogos comenzaron a cuestionar la utilidad de las campañas tradicionales. El modelo de Míchigan sobre el comportamiento de los votantes comenzó a obtener amplia aceptación: argüía que los votantes tenían profundas lealtades partidistas y que los cambios en tales lealtades tardan años en desarrollarse, por lo que un simple golpe en la puerta no haría nada para cambiar la opinión de un votante. Los partidos cambiaron sus recursos de búsqueda para persuadir a los votantes, centrándose solo en identificar a sus propios adherentes y asegurarse de que acudieran a las urnas. En el Reino Unido, por ejemplo, el Partido Laborista adoptó el denominado «sistema Reading» desarrollado por el parlamentario Ian Mikardo para ganar el distrito electoral de Reading en 1945, el cual se basaba en concentrarse exclusivamente en hacer campaña en aquellas áreas favorables al partido y así aumentar la participación de esos votantes, ignorando a los no partidarios.
Pero incluso estos enfoques resultaron insuficientes. El psefólogo británico David Butler, encontró que durante los años 1950 y 1960, las campañas locales no tuvieron mayor efecto en los resultados. Con el surgimiento de la televisión, los recursos fueron desplazados desde campañas en terreno a la publicidad en el mercado masivo. Con ello, las campañas puerta a puerta comenzaron a considerarse como una reliquia del pasado y como un «ritual elaborado que traía algún sentido de gratificación a los participantes, pero que no hacía ninguna diferencia en los resultados electorales».

### Renacimiento

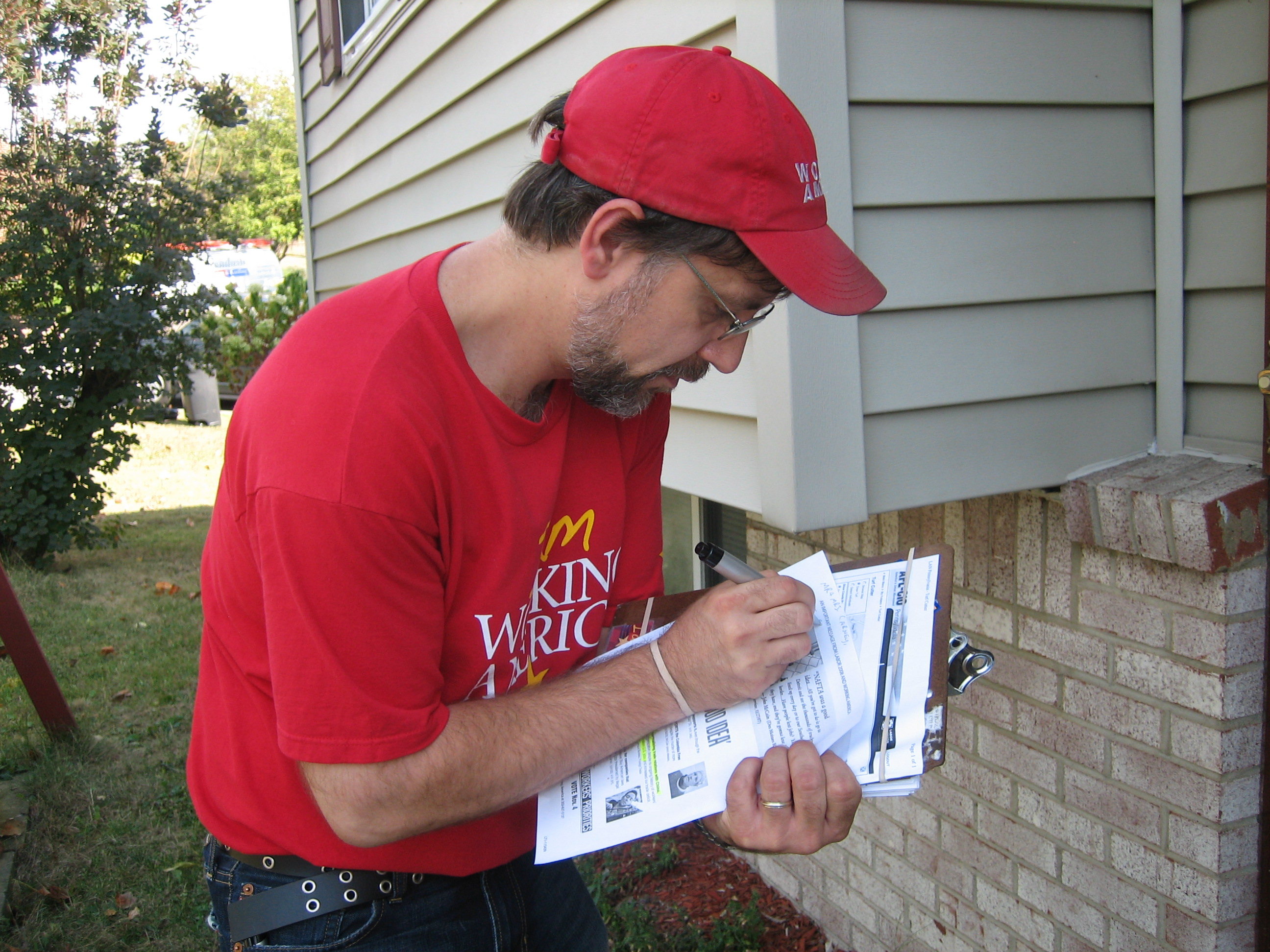
Miembro de la campaña de la confederación sindical AFL-CIO durante las elecciones presidenciales de Estados Unidos de 2008.

En Estados Unidos, este tipo de campañas alcanzó su punto más bajo durante las elecciones de 1996, con las tasas de voluntariado político más bajas y la menor participación electoral registrada. Los cientistas políticos comenzaron a revaluar los efectos de las campañas puerta a puerta. En Gran Bretaña, nuevos estudios encontraron que a diferencia de las décadas anteriores, una fuerte campaña en terreno sí tenía un efecto en el resultado. En los Estados Unidos se iniciaron una serie de experimentos controlados que demostraron que las campañas en terreno eran una de las herramientas más eficaces disponibles para impulsar la participación de los votantes.
Las nuevas tecnologías han cambiado el modo en que se llevan a cabo las campañas puerta a puerta. Extensas bases de datos sobre el electorado reúnen información sobre datos, información de consumo y perfiles demográficos para permitir una orientación precisa de los votantes. Las campañas ya no golpean todas las puertas de un distrito, sino que se enfocan en aquellos votantes más proclives a ser persuadidos a apoyar al candidato o a acudir a votar. Las grandes campañas incorporaron test A/B, para perfeccionar y mejorar su efectividad.

## Campañas alrededor del mundo
Originaria del Reino Unido, las campañas puerta a puerta están más extendidas en aquellos países que han tomado prestado del sistema político británico. Es práctica habitual en las elecciones en Irlanda, Estados Unidos, Canadá, Australia, y Nueva Zelanda. En India, pese a haber distritos electorales con un millón o más de votantes, los partidos han hecho el esfuerzo de que los miembros de campañas visiten la puerta de cada casa de cada pueblo.
En la mayoría de los demás países, esta técnica es menos conocida. Ha sido utilizada en varios países de América Latina, como Brasil y Chile. Después de las muy publicitadas tácticas de la campaña de Obama, se intentaron tácticas similares en Francia y Alemania.
En Escandinavia, el puerta a puerta fueron una parte aceptada de las campañas electorales en la primera mitad del siglo XX, pero desde entonces su uso ha disminuido. Todavía existe, pero un partido político que llama a la puerta de alguien se considera un poco indecoroso, dentro de su cultura política. Más aceptada y difundida han sido aquellas organizadas por sindicatos o empleadores.
En Japón, es una práctica prohibida desde la ley de elecciones generales de 1925. Las restricciones han sido presentadas ante la Corte Suprema en varias ocasiones, pero han sido confirmadas como constitucionales.

## Efectividad
En 1927, un estudio de Harold Foote Gosnell abordó por primera vez la efectividad del uso de campañas en terreno para estimular la concurrencia a sufragar. A lo largo de la década de 1980, una serie de experimentos crearon un consenso respecto a que las campañas puerta a puerta tenían un efecto reducido en la participación electoral, y que no se evidenciaba un efecto persuasivo en cuanto a que efectivamente se votara por la candidatura detrás de esa campaña.
En 1999, Gerber y Green publicaron su primer informe presentando un experimento rigurosamente controlado que produjo un aumento sustancial de participación a partir de campañas puerta a puerta en una elección municipal de New Haven, Connecticut. Este estudio reavivó el interés por el tema. Desde entonces, Gerber, Green y otros cientistas políticos han llevado a cabo un programa para verificar esos resultados y probar qué técnicas son más efectivas. La campaña en terreno es el método de contacto más eficaz, aumentando la participación en aproximadamente 7 puntos porcentuales, mientras que la efectuada por telefonía aumenta en 2,6 puntos. Otras técnicas de contacto como el correo directo, el robocall (llamadas telefónicas con grabaciones robotizadas) y el correo electrónico tienen efectos pequeños a indetectables. Otros estudios han encontrado que la prospección puede hacer más para aumentar la participación y también ganar nuevos votos en la puerta a través de la persuasión.